# Hajdúböszörmény bombázása a második világháborúban
Hajdúböszörmény városában a szövetségesek többszöri bombázása súlyos károkat okozott a második világháborúban. Az első légitámadás a város katonai repülőtere ellen 1944. augusztus 12-én éjszaka történt, ezt egy második követte augusztus 21-én.

## Az első légitámadás
Az első bombázás 1944. augusztus 12-én éjszaka Böszörmény határában, a Csordalegelőn megépített tábori reptér ellen irányult. A támadást a Brit Királyi Légierő (RAF) 54 bombázója hajtotta végre. Az éjszaka közepén hirtelen nappali világosság volt a légitámadás alatti kivilágítástól. A ledobott bombák túlnyomó többsége célt tévesztett, minimális károkat okozott. A támadás alatt a gépekből fenyegető röpcédulákat is szórtak a városra. A röpcédula szövege: „Visszajövünk, de már nappal”.

## A második légitámadás
Hajdúböszörmény tábori repülőterét az 1944. augusztus 21-i légitámadás alkalmával négy hullámban 102 amerikai B–24 Liberator típusú gép támadta P–51 Mustangok biztosítása mellett. A gépek az olaszországi Foggiából indultak, és az amerikai 304. bombázóhadosztály négy ezredéhez tartoztak. A támadások 10 óra 17 perckor kezdődtek, és sorrendben a 455., 456., 459. és 454. bombázóezred gépei vettek benne részt, melyek összesen 22 000 darab 20 fontos (9 kilogrammos) bombát dobtak a környékre, köztük olyan pillanatgyújtós repeszbombákat is, amelyek a robbanás során 1000-1500 darabra hullottak szét nagy pusztítást végezve.

## Következmények
A hajdúböszörményi Csordalegelőn lévő repülőtéren közel 100 Messerschmitt, Focke Wulf és Junkers típusú gép állomásozott 1944 nyarán. Visszaemlékezések szerint megsemmisült a 102/1. gyorsbombázó század 9 Me 210-ese és 2 futárgépe, valamint a 102/2. század 6 Me 210-ese és 3 futárgépe. Hivatalos korabeli veszteségi jelentések szerint megsemmisült 14 gép (a 102. Gyorsbombázó-osztály 12 db Me 210-ese és 2 másik gép).
A kísérő amerikai vadászok egyik századát irányító H. Henry Green őrnagy – látva a minimális károkat – a bombázókötelékeket biztosító P–51 Mustangokat 5 alkalommal „alacsonytámadásra” vezényelte. Ez ellentétes volt a kapott paranccsal és a harci szabályzatukkal is.
Háry Kálmán százados így számolt be a támadásról: „A bombatámadás napján a repülőtéren kedves bajtársunk, Külhey György főhadnagy volt az ügyeletes tiszt, akit a combján találtak el gépágyúval a gépek alacsonytámadás következtében.” Külhey Györgyöt a Debreceni Klinikára szállították, de életét nem sikerült megmenteni: jelentős vérveszteség miatt elhunyt.

## Áldozatok
A témával foglalkozó szakirodalom a mai napig számon tartja azt a szokatlan harcmodort, melyet a viszonylag sikertelen bombázás után alkalmaztak az amerikai vadászok, vagyis hogy újabb és újabb rárepülésekkel „pulykavadászatot” rendeztek a pilóták. Ennek során a repülőtér közelében megbújni próbáló, a hétfői vásárba készülő lakosokra is tüzet nyitottak, sőt, a bázis mellett legelő városi tehéncsordát is lemészárolták. 
A rajtaütések során 41-en vesztették életüket, 72 fő sebesült meg. A csorda elleni támadás következtében 550 szarvasmarhából 423 állat pusztult el, ezzel a város tejellátása összeomlott. Elhullott még 100 sertés, 120 juh valamint 11 ló.  A város déli, délnyugati részén több épület megsemmisült, 754 családot ért kár.